# Госпођа Макгинти је мртва
Госпођа Макгинти је мртва (енгл. Mrs McGinty's Dead) је детективски роман британске књижевнице Агате Кристи који је издавачка кућа Dodd, Mead and Company први пут објавила у САД у фебруару 1952, а у Уједињеном Краљевству 3. марта исте године издавачка кућа Collins Crime Club. Америчко издање коштало је 2,5 долара, а британско издање девет шилинга и шест пенија. Издавачка кућа The Detective Book Club издала је такође 1952. године књигу под именом Крв ће рећи (енгл. Blood Will Tell).
У роману се појављују ликови Херкула Поароа и Аријадне Оливер. Прича је „сеоска мистерија”, поджанр који је Кристијева обично резервисала за госпођицу Марпл. Роман је познат по свом духовитом стилу и комичним појединостима, чега је мало било у Пороовим романима 1930-их и 1940-их. Поароова патња у оронулом пансиону, запажања госпође Оливер о животу писца детективских романа и њено све веће незадовољство због уметничких слобода које се узимају при прилагођавању њених ликова у позоришне комаде, пружају велику забаву у раном делу романа. Објављивање књиге Госпођа Макгинти је мртва може се сматрати означавањем почетка Поароове последње фазе у којој Аријадна Оливер игра велику улогу. Иако се појавила у роману Карте на столу 1936. године, овде почињу најзначајнија појављивања госпође Оливер у делима Кристијеве. Аријадна Оливер појавила се у пет од последњих девет романа Кристијеве у којима се појављује Поаро, а појављује се и сама без Поароа у роману Код белог коња (1961).

## Радња
Виши инспектор Спенс обавештава Херкула Поароа о случају госпође Макгинти, старије уседелице коју је изгледа убио њен подстанар Џејмс Бентли због уштеђевине од 30 фунти коју је држала испод подне даске. Бентли је осуђен и биће обешен, али Спенс мисли да он није крив. Поаро пристаје да оде у село Бродини и даље истражи убиство. Поаро открива да је госпођа Макгинти често радила као чистачица по кућама људи у селу. Нико не жели да разговара са Поароом, а већина верује да је Бентли убица.
Током претреса међу стварима госпође Макгинти, Поаро проналази новине из којих је исечен један чланак. Новине датирају од неколико дана пре убиства. Поаро касније открива да чланак који недостаје говори о женама повезаним са познатим случајевима убистава и укључује њихове слике, сазнаје да је госпођа Макгинти купила бочицу мастила непосредно пре своје смрти и закључује да је препознала једну од жена у чланку и да је писала дотичним новинама. Он сматра да је неко сазнао за то и да ју је убио како би је спречио да обелодани причу. Поаро и Спенс, користећи старост локалаца, закључују да је неко или Лили Гамбол, жена која је у детињству починила убиство тучком за месо, или Ева Кејн, жена која је била љубавница човека кога је подстрекла да убије своју супругу. Друга могућност је да је неко Евелин Хоуп, ћерка Еве Кејн. Убрзо након тога, Поаро открива оружје убиства, секирицу за шећер, остављено на видику у његовом пансиону и доступно свим осумњиченима. У покушају да изазове убицу, Поаро тврди да зна више него што се чини и замало бива убијен кад је гурнут под надолазећи воз. Поаро одлучује да већини осумњичених покаже слике на једној забави. Госпођа Апворд тврди да је препознала слику Лили Гамбол, али не говори одакле.
Следећег дана, Поароа зове Мод Вилијамс која му се обратила неколико дана раније, рекавши му да је познавала Бентлија јер су кратко радили заједно у истој агенцији за некретнине. Она говори Поароу да јој се свиђа Бентли, да не верује да је крив или чак способан да убије госпођу Макгинти и нуди му помоћ. Поаро прихвата и шаље је да се пријави за посао кућне помоћнице у кући госпође Ведерби, мештанке Бродинија за коју је госпођа Макгинти радила као спремачица, а за чију ћерку Дирдри Поаро сумња да је повезана са убиством. Током слободне вечери њихове кућне помоћнице, размажени син госпође Апворд, Робин, помало китњасти позоришни редитељ, и Аријадна Оливер, позната списатељица криминалистичких романа која је са Робином радила на позоришној адаптацији, посећују локално позориште, и њих двоје остављају госпођу Апворд саму у кући. Кад су се вратили, затекли су госпођу Апворд задављену. Чини се да је попила кафу са својим убицом, а кармин на шољици кафе и парфем који се осећа указују да је жена починила злочин. Госпођа Апворд је те ноћи позвала троје људи у своју кућу: Ив Карпентер, Дирдри Хендерсон и Шилу Рендал. Било која од те три жене може бити неко са слике. Осим тога, Една, радница у пошти, видела је како је нека плавокоса жена ушла у кућу што указује или на Карпентерку или на Рендалку јер Хендерсонова није плавуша. Још више збуњује ствар чињеница да је у кући Апвордове откривена књига са потписом Евелин Хоуп на полеђини што указује на то да је госпођа Апворд заправо Ева Кејн. Поаро повезује последњи део слагалице када је пронашао фотографију коју је госпођа Макгинти видела у кући Морин Самерхејз. На фотографији је Ева Кејн и на њеној полеђини пише „моја мајка”. Поаро окупља осумњичене и открива убицу − Робина Апворда.
Робин је заправо син Еве Кејн, Евелин, што у Енглеској може бити име и за дечака и за девојчицу. Госпођа Апворд није знала ко је мајка њеног усвојеног сина, али је схватила да би сваки скандал био на његову штету. Госпођа Макгинти је видела слику Еве Кејн док је радила у кући Апвордових и претпоставила је да је то слика госпође Апворд из младости. Робин ју је убио како би је спречио да каже свима који би могли да препознају слику, а Бентлију је наместио крађу 30 фунти исправно претпостављајући да ће се Бентли сам оптужити паничећи. Госпођа Апворд је сматрала да је слика Еве Кејн слична фотографији коју јој је Робин показао као слику своје мајке, за коју је сам измислио животну причу. Она је желела да насамо поразговара са Робином па је показала на погрешну слику (слику Лили Гамбол) како би Поароа усмерила на погрешан траг.
Робин је, међутим, осетио истину и убио је пре одласка на представу. Затим је подметнуо доказе и упутио три позива како би изгледало као да је жена починила злочин. У овом тренутку је још имао фотографију, али уместо да је уништи, он ју је задржао и подметнуо у кућу госпође Самерхејз како би је оптужио, али Поаро је раније сређивао фиоку и није видео слику, па је знао да је накнадно подметнута. Такође је откривено да је Ив Карпентер желела да прикрије своју прошлост из својих разлога и због тога није сарађивала у истрази. Поаро открива да је др Рендал можда убио своју прву жену што је навело садашњу госпођу Рендал да прича о непотписаним писмима која је примила, упозоравајући на ту чињеницу. Поаро сада сумња да је др Рендал, убеђен да је он у Бродинију како би истражио смрт његове прве жене, а не смрти госпође Макгинти, покушао да га гурне под надолазећи воз, а не Робин. Испоставило се да је Мод Вилијамс ћерка љубавника Еве Кејн и да је одувек веровала да је њену мајку убила Ева и да је њен отац преузео кривицу на себе. Дошла је да види госпођу Апворд за коју је мислила да је Ева Кејн и намеравала је да се суочи с њом, али ју ју је пронашла мртву и тихо отишла. Она то признаје Поароу који пристаје да то остане тајна и жели јој су срећу.

## Ликови
- Херкул Поаро
- Аријадна Оливер
- Виши инспектор Алберт „Берт” Спенс
- Џејмс Гордон Бентли
- Господин Скатл
- Мод Вилијамс
- Морин Самерхејз
- Мајор Џони Самерхејз
- Гај Карпентер
- Ив Карпентер
- Робин Апворд
- Лора Апворд
- Др Рендал
- Шила Рендал
- Господин Џорџ Ведерби
- Госпођа Едит Ведерби
- Дирдри Хендерсон
- Госпођа Свитимен
- Беси Берч
- Џо Берч
- Госпођа Макгинти
- Памела Хорсфол
- Мајкл Вест
- Госпођа Елиот

## Објашњење наслова
Роман је добио име по дечијој игри – врсти песмице у стилу „прати вођу”, донекле сличној „Хоки-Кокију” – која се објашњава током радње романа.

## Књижевни значај и пријем
Морис Ричардсон из новина The Observer је 23. марта 1952. писао да је сматрао да је Поаро „благо потчињен” и образложио да: „Ово није једно од најбоље склопљених дела Агате Кристи, али ипак далеко читљивије од већине туђих.”
Роберт Барнард је изјавио: „Ово сеоско убиство почињено међу руралним пролетаријатом (уп. Смрт у води и одличну жену из лондонске радничке класе у роману Шупљина), али се временом премешта у више, елоквентније друштвене слојеве. Поаро пати у живописно ужасном сеоском пансиону како би се приближио заједници и спасао једног прилично незадовољавајућег младића од вешала. Врло домишљато – у овој фази она још увек уме да варира трикове које користи, не понављајући их.”

## Помињање других дела
- Када је инспектор Спенс дошао да види Поароа, детектив реагује на њега као да је прошло много година од случаја на којем су радили. У питању је, међутим, случај испричан у роману Ко талас ухвати, претходном роману у серијалу, који је јасно смештен у 1946. годину. Највише је могло проћи само шест година откад су последњи пут заједно радили. Наравно, хронологију је тешко конструисати, поготово кад је Поароова каријера у питању.
- Поаро у првом поглављу помиње случај у којем се сличност између његовог клијента и произвођача сапуна показала значајном. Ово је случај Немејски лав, први пут објављен у часопису Strand у новембру 1939. године, а касније у збирци прича Херкулови задаци (1947).
- Госпођа Оливер, која је врло љубазна карикатура саме Агате Кристи, говори о грешкама у својим књигама. У 12. поглављу помиње један од својих романа (заправо танко прикривену референцу Кристијеве на сопствени роман Смрт у облацима) у којем је описала дуваљку дугу тридесет центиметара, уместо метар и осамдесет.
- "Evelyn Hope" (Евелин Хоуп) назив је песме Роберта Браунинга која је цитирана у току романа. У роману Ко талас ухвати, Кристијева је успела да једном лику да псеудоним „Инок Арден”, по једној Тенисоновој песми.

## Адаптације

### Филм
Metro-Goldwyn-Mayer је 1964. адаптирао роман за филм Murder Most Foul. Међутим, лик Херкула Поароа замењен је другом најпознатијом детективком Агате Кристи, госпођицом Марпл (коју глуми Маргарет Радерфорд), која почиње да ради на случају док је била поротница на суђењу подстанару који је оптужен за убиство. Она је једини поротник који верује да је подстанар невин и неће да се сложи са осталима око његове кривице. Председавајући пороте говори судији да порота не може да одлучи па судија одлучује да поништи суђење и договара поновно суђење за недељу дана, дајући госпођици Марпл седам дана да реши случај.
У филму постоји и низ следећих измена:
- Уместо Аријадне Оливер и инспектора Спенса појављују се господин Стринџер (сасвим нови лик који не постоји ни у једном делу Агате Кристи) и инспектор Кредок (детектив који се појављивао у неким романима о госпођици Марпл).
- Џонију и Морин Самерхејз, Ив Карпентер, Џејмсу Бентлију и Робину Апворду имена су промењена у Ралф и Морин Самерс, Ив Макгонигал, Харолд Тејлор и Бил Хансон.
- Шила Рендал и Лора Апворд спојене су у лик Шиле Апворд, младе глумице и Хансонове веренице.
- Ликови господина Скатла, Мод Вилијамс, Гаја Карпентера, др Рендала, Џорџа и Едит Ведерби, Дирдри Хендерсон, госпођице Свитимен, Џоа и Беси Берч, Памеле Хорсфол, Мајкла Веста и госпође Елиот су избачени.
- У филму се појављују ликови који не постоје у роману:
  - Х. Дрифолд Косгуд, позоришни агент и глумац.
  - Крозби, судија на суђењу Тејлору.
  - Гледис Томас, сестра госпође Макгинти.
  - Позорник Велс, Кредоков помоћник.
  - Џорџ Роутон, глумац.
  - Дороти, глумица.
  - Наредник Брик, полицајац.
  - Флори, настојница.
- Шила Апворд није друга жртва убиства већ Џорџ Роутон. У филму се догађа и треће убиство, убиство глумице Дороти.

### Телевизија

#### Британска адаптација
Роман је екранизован 2007. године као епизода серије Поаро, са Дејвидом Сушеом у насловној улози, и премијерно је емитован 1. септембра 2008. године. Режирао ју је Ешли Пирс, који је режирао и епизоде "Састанак са смрћу" и "Трагедија у три чина". Зои Ванамејкер поново је тумачила улогу Аријадне Оливер (која се први пут појавила у епизоди Карте на столу), а Ричард Хоуп инспектора Спенса (који се први пут појавио у епизоди Ко талас ухвати). Екранизација је прилично верна роману, али су ликови господина Скатла, Џорџа и Едит Ведерби, Дирдри Хендерсон, Мајкла Веста и госпође Елиот избачени, као и две жене из новинског чланка − због чега је пажња била усредсређена само на Лили Гамбол и Еву Кејн. Због тога је у епизоди Мод Вилијамс, секретарица агенције за некретнине (са тамном косом уместо плаве), заљубљена у Бентлија и помагала Поароу током целе истраге. Мод и Бентли се поново уједињују захваљујући Поароовој интервенцији у завршној сцени. Такође, уместо Дирдри Хендерсон, Морин Самерхејз је примила позив од Робина Апворда који се представио као Лора Апворд и она је отишла код ње, али нико није отварао па се вратила кући, а тајна др Рендала није у томе што се сумња да је убио своју прву жену, него да је из милоште убијао људе који болују од неизлечивих болести. Поароа је покушала да убије госпођа Рендал, а не њен муж.

#### Француска адаптација
Роман је екранизован као епизода француске телевизијске серије Мала убиства Агате Кристи 2015. године.

### Радио
Роман Госпођа Макгинти је мртва је за радио адаптирао Мајкл Бејквел, за BBC Radio 4 2006. године, а Џон Мофат је тумачио Поароа.